# 그레이엄 크래커

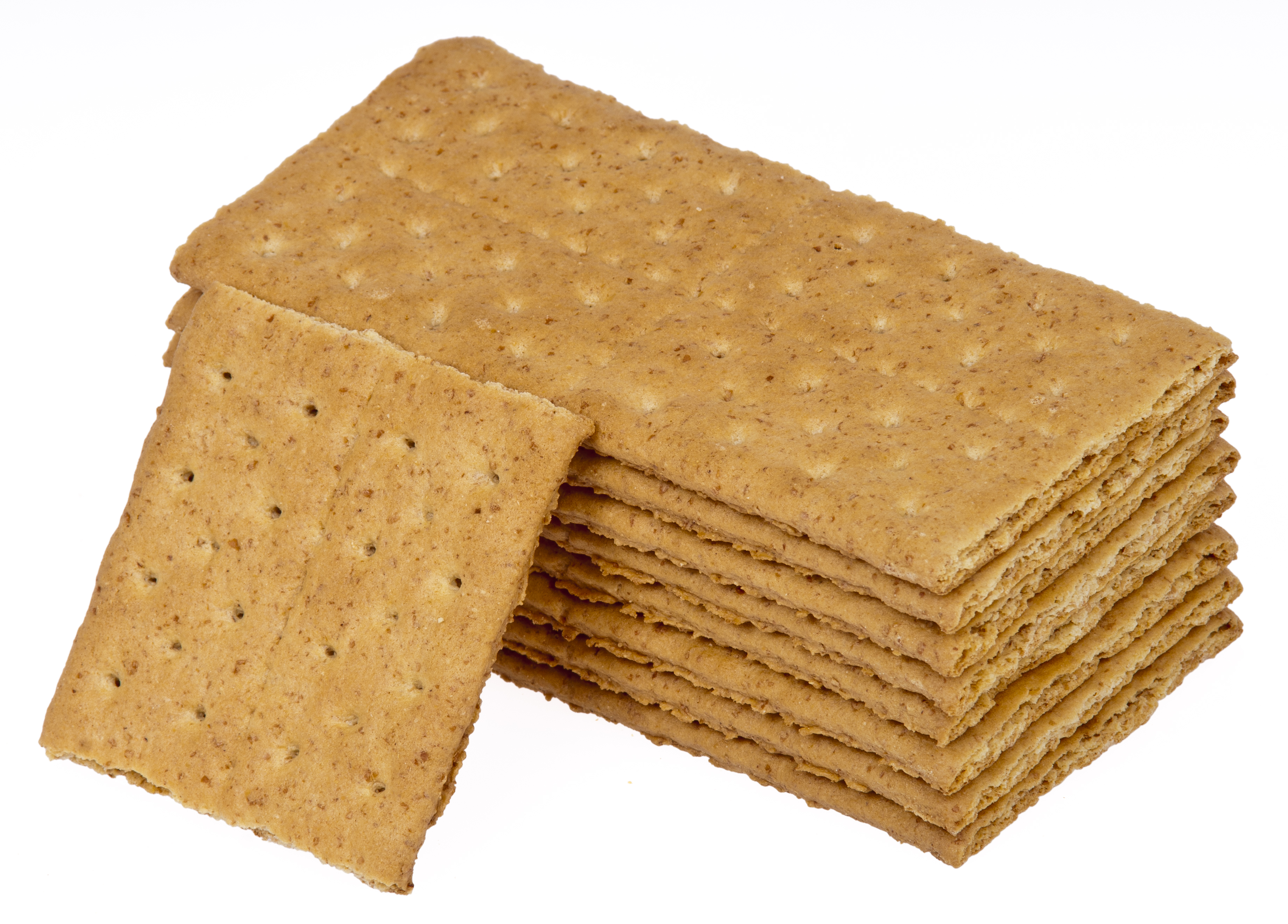

그레이엄 크래커(graham cracker, 미국에서는 /ˈɡreˈ.əm/ 또는 /ˈɡræm/로 발음)는 그레이엄 가루로 만든 달콤한 맛의 크래커로, 19세기 중반 미국에서 시작되어 1880년경부터 상업적으로 발전했다. 일반적으로 꿀 맛이나 계피 맛이 나는 스낵 식품으로 일부 식품(예: 치즈케이크와 파이용 그레이엄 크래커 크러스트)의 성분으로 사용된다.

## 역사
그레이엄 크래커는 19세기 금주 운동에 참여했던 실베스터 그레이엄의 설교에서 영감을 받았다. 그는 집에서 거칠게 빻은 밀로 만든 빵을 기본으로 한 채식과 자위 행위를 금지하는 등 모든 종류의 쾌락과 자극을 최소화하는 것이 하나님께서 인간이 살아가도록 의도하신 방식이며, 이 자연 법칙을 따르면 사람들이 계속해서 살게 될 것이라고 믿었다. 이를 위해 그레이엄은 세계 최초의 그레이엄 웨이퍼(Graham Wafer) 제품을 출시했다. 이는 그레이엄이 직접 구운 밋밋하고 체로 쳐지지 않은 밀가루 비스킷이었다.

## 같이 보기
- 아이스박스 케이크